# Vasile Albu
Vasile Albu (n. 1881, Geoagiu de Sus, Alba) a fost un deputat în Marea Adunare Națională de la Alba Iulia, organismul legislativ reprezentativ al „tuturor românilor din Transilvania, Banat și Țara Ungurească”, cel care a adoptat hotărârea privind Unirea Transilvaniei cu România, la 1 decembrie 1918.

## Biografie
Vasile Albu s-a născut  la Goagiu de sus, Jud. Alba la 15 februarie 1881. Din mai 1904 a fost funcționar în Perceptie, Oraștie până în 1915. A studiat dreptul la Eperjes și Cluj. A obținut doctoratul în drept și Științele de Stat, iar în 1918 a obținut examenul unificat de magistrat și avocat, în Targu Mureș.